# Pierre Papillaud
Pour les articles homonymes, voir Papillaud.
Pierre Papillaud, né le 1er juillet 1935 à Vignonet (Gironde) et mort le 13 juin 2017 à Alençon (Orne), est un entrepreneur, homme d'affaires et milliardaire français, ayant fait fortune dans les eaux minérales et de source.

## Biographie

### Famille
Né le 1er juillet 1935 à Vignonet, en Gironde, Pierre Papillaud est le fils de René Papillaud et d'Antoinette Antoine, institutrice réfugiée pendant la guerre en Normandie, où il grandit.

### Acteur mondial des eaux minérales
Se destinant d'abord à une carrière militaire, il intègre le Prytanée militaire de La Flèche. Il rejoint cependant en 1959, à 24 ans, la société d'embouteillage d'eau de source Roxane à La Ferrière-Bochard dans l'Orne, créée cinq ans plus tôt, en 1954, par Lucien Lobjoit, un négociant en vin et en spiritueux d'Alençon, sur un terrain et avec les sources appartenant au beau-père de Pierre Papillaud,.
Il en prend la direction en 1959 et développe l'entreprise jusqu'à en faire le numéro 1 français de l'eau minérale.
En 1992, il crée avec Pierre Castel l'eau Cristaline, qui vend sous le même nom et dans le même packaging de l'eau de différentes sources, et devient l'eau la plus vendue du marché français.
Le groupe s'implante en Grande-Bretagne et aux États-Unis, et devient le no 3 mondial des eaux derrière Nestlé et Danone. À travers sa holding Groupe Alma, il détient notamment les marques Cristaline, Thonon, Saint-Yorre, Vichy Célestins, MontBlanc, Rozana et Chateldon. Le groupe Roxane est également mandataire du holding Saint Amand et de la Société des eaux minérales de Vals. 
Volontiers provocateur, avec un franc-parler à l'accent chantant, Pierre Papillaud se fait connaître du grand public en apparaissant lui-même dans les publicités télévisées pour la marque Rozana. Ses méthodes de management mêlent modernisme, en automatisant ses usines et les informatisant dès 1964, et paternalisme mâtiné de coups de gueule et d'humiliations, qui amènent un de ses employés à porter plainte pour harcèlement moral.

### Politique
Il est pendant 2 mandats (de 1977 à 1989) conseiller municipal de La Ferrière-Bochard où est implanté le groupe Roxane.

### Mort
Atteint d'un cancer de la prostate, il meurt le 13 juin 2017 à l'hôpital d'Alençon, à l'âge de 81 ans.

## Fortune
En 2016, le magazine Challenges classe Pierre Papillaud et sa famille comme la 67e fortune de France, et le magazine américain Forbes estime celle-ci à 1,2 milliard de dollars.

## Polémiques
Son aura médiatique est marquée par ses emportements contre l'eau du robinet, notamment en réaction aux campagnes des collectivités en faveur de l'eau potable. En janvier 2007, une campagne d'affichage massive pour l'eau Cristaline compare celle-ci à l'eau du robinet en la dénigrant, ce qui suscite une plainte d'Eau de Paris et du Syndicat des eaux d'Île-de-France (SEDIF). Le tribunal correctionnel de Paris condamne Pierre Papillaud à 20 000 € d'amende et, solidairement avec Cristaline et son agence de publicité, à 50 000 € de dommages et intérêts au SEDIF et à Eau de Paris. 
En 2012, le responsable du centre de gestion de l'entreprise, que d'autres employés décrivent comme le souffre-douleur de Pierre Papillaud, tente de se suicider. Amputé des deux jambes, il accuse la constante pression morale exercée par son patron. D'autres cadres dénoncent alors l’atmosphère installée à l'intérieur de l'entreprise et les méthodes de travail de Pierre Papillaud, notamment caractérisées par les injures et les humiliations publiques.
Il est cité en 2016 dans le scandale des Panama Papers pour une société située dans le paradis fiscal des îles Vierges britanniques.

## Culture populaire
En décembre 2013, un compte Twitter parodique est créé en hommage à Pierre Papillaud et à ses prises de positions et publicités pour l'eau minérale Rozana. Le 14 juin 2017, il compte près de 27 000 abonnés. Le créateur du compte annonce le laisser en état à partir de la date d'annonce du décès de Papillaud.